# لوتز وین هولد
لوتز وین هولد (انگلیسی: Lutz Wienhold؛ زادهٔ ۱۵ سپتامبر ۱۹۶۵) بازیکن فوتبال اهل آلمان است.
از باشگاه‌هایی که در آن بازی کرده‌است می‌توان به باشگاه فوتبال کمنیتس اشاره کرد.
وی همچنین در تیم ملی فوتبال زیر ۲۱ سال آلمان شرقی بازی کرده‌است.